# بنپریدول
بنپریدول (انگلیسی: Benperidol) که با نام تجاری Anquil فروخته می‌شود، دارویی است که مشتق بوتیروفنون بسیار قوی است. این داروی قوی‌ترین داروی اعصاب در بازار اروپا است معادل با کلرپرومازین تا ۷۵ تا ۱۰۰ (از نظر دوز در مقایسه با هالوپریدول) حدود ۱۵۰ تا ۲۰۰ درصد قدرت). این دارو یک داروی ضدروان‌پریشی است که می‌تواند برای درمان اسکیزوفرنی به کار رود، اما در درجه نخست برای کنترل سندرم‌های بیش‌فعالی جنسی به کار می‌رود. و گاهی برای مجرمان جنسی به عنوان شرط مشروط تجویز می‌شود، به عنوان جایگزینی برای داروهای ضد آندروژن مانند سیپروترون استات.

## سنتز

سنتز بنپریدول: